# Miranda (Kolumbia)
Miranda – miasto w Kolumbii, w departamencie Cauca.